# Osmolskina
Osmolskina – rodzaj bazalnego przedstawiciela Archosauriformes żyjącego we wczesnym triasie na terenie dzisiejszej Europy. Holotyp (ZPAL R-I/77) Osmolskina czatkowicensis, jedynego gatunku rodzaju, został odkryty w datowanych analizą biostratygraficzną na najprawdopodobniej wczesny olenek osadach w Czatkowicach (osiedle Krzeszowic) niedaleko Krakowa. Obejmuje przednią część kości szczękowej z zachowanym wyrostkiem nosowym. Odkryto także dwieście kości czaszki, w tym kości puszki mózgowej oraz żuchwy, trzydzieści kręgów ze wszystkich odcinków kręgosłupa, pięć kompletnych kości biodrowych, trzydzieści kości kończyn oraz kilkaset kości szkieletu pozaczaszkowego i zębów. Długość czaszki osmolskiny wynosiła około 60 mm, jednak niektóre z odkrytych skamieniałości sugerują, że u większych osobników dochodziła ona do około 120 mm.
Zrekonstruowana czaszka oraz materiał pozaczaszkowy osmolskiny wykazują duże podobieństwa do innego wczesnotriasowego archozauromorfa – euparkerii. U przedstawicieli obu rodzajów występowała mozaika cech plezjomorficznych i apomorficznych, nie łączy ich jednak żadna autapomorfia. Borsuk-Białynicka i Evans wstępnie zaklasyfikowały Osmolskina do rodziny Euparkeriidae – podobnie jak rodzaje Dorosuchus i Halazhaisuchus – konkludują jednak, że Euparkeriidae pozostaje monotypowa, gdyż żadnego rodzaju nie można do niej zaklasyfikować z całą pewnością. Autorki stwierdzają, że do momentu rozwiązania tego problemu termin „euparkeridy” odnosi się do nienależących do archozaurów przedstawicieli Archosauriformes bardziej zaawansowanych od proterozuchidów, jednak mniej wyspecjalizowanych od erytrozuchów (Erythrosuchidae) i Proterochampsidae. Analiza filogenetyczna przeprowadzona przez Sookiasa (2016) wykazała istnienie monofiletycznej rodziny Euparkeriidae, do której poza euparkerią należały także rodzaje Osmolskina i Halazhaisuchus oraz gatunek „Turfanosuchus” shageduensis.
Osmolskina czatkowicensis została opisana w 2003 roku przez Magdalenę Borsuk-Białynicką oraz Susan Evans. Nazwa rodzajowa honoruje Halszkę Osmólską – polską paleontolog, zaś epitet gatunkowy odnosi się do Czatkowic (obecnie osiedla Krzeszowic), gdzie odnaleziono skamieniałości osmolskiny. Oprócz szczątków Osmolskina czatkowicensis odkryto tam również pozostałości kilku niewielkich lepidozauromorfów i archozauromorfów, przedstawicieli grupy Procolophonia, wczesnych płazów bezogonowych Czatkobatrachus, temnospondyli oraz ryb dwudysznych z rodzaju Gnathorhiza.